# クラクフ
クラクフ（Kraków [ˈkrakuf] ( 音声ファイル), 独: Krakau クラーカウ, 仏: Cracovie クラコヴィー）は、ポーランド南部にある都市で、マウォポルスカ県の県都。
ポーランドで最も歴史ある都市の一つであり、17世紀初頭にワルシャワに遷都するまではクラクフがポーランド王国の首都であった。ポーランドの工業、文化の主要な中心地でもある。ヴィスワ川の上流に位置し、市街地はヴァヴェル城を中心として川の両岸に広がっている。
1038年から1569年まではポーランド王国、1569年から1596年までポーランド・リトアニア共和国であった。 1794年からオーストリア帝国領となり、1846年から1918年までオーストリアのクラクフ大公国であった。
人口は774,839人で、これはワルシャワ、ウッチに続く第3の規模。

## 歴史
クラクフの歴史は、ポーランド王国成立以前は西スラブ民族のVistulans部族が定住し、その後、モラヴィア王国となる。モラヴィア王国はハンガリー人に倒された。クラクフはボヘミア王国となる。
歴史書に初めて記載されたのは、966年にアンダルス（イベリア半島の後ウマイヤ朝イスラム帝国）のユダヤ人記録家イブン・ヤクブ（英: Ibrâhîm ibn Ya`qûb）によると、クラクフはボヘミアの交易都市であると記述されている。1038年、クラクフはポーランド（ピアスト朝）となる。
13世紀にモンゴルの襲撃でいったん破壊された。14世紀よりクラクフは最盛期を迎え、1364年、カジミェシュ3世によってヤギェウォ大学（クラクフ大学 - コペルニクスが大学生として通った大学として知られる。ポーランド最古の大学）が創設され、それからも織物取引所、聖マリア教会などが建てられていった。モンゴルの襲撃による街の破壊と人口減少後、14世紀のカジミェシュ大王は積極的にユダヤ人を招き入れ、当時はヴィスワ川の中州だった、河川を利用した運送に適した広い土地を彼らの自治都市として提供した。後にユダヤ人たちが豊かになるにつれて自治区は対岸にも広がっていった。
16世紀後半、ヤギェウォ朝が断絶すると、貴族（シュラフタ）運営の身分制議会（セイム）勢力が強まり、王権の弱体化が進んだ。16世紀より徐々に王国の中心はワルシャワへと移行していき、17世紀初頭には正式に都がクラクフからワルシャワへと遷された。そうした中、17世紀前半の三十年戦争、18世紀前半の大北方戦争で国土は荒廃した。18世紀後半には3度のポーランド分割によって国家自体が消滅し、クラクフはハプスブルク君主国のオーストリア領ガリツィアとなった。
1815年、ウィーン議定書によりロシア、プロイセン、オーストリアの保護国であるクラクフ共和国となる。1846年2月、クラクフ市民が反オーストリア蜂起（クラクフ蜂起）を起こしたが失敗に終わる。オーストリアに併合されてクラクフ大公国となり自治特権は失われた。この蜂起は2年後に起こる1848年ヨーロッパ革命の先駆的運動とも評価される。19世紀後半から20世紀初頭にかけて、ポーランド文化振興の中心地として重要な役割を果たした。第一次世界大戦を経て、1918年にポーランドが独立を果たしポーランド第二共和国となった。第二次世界大戦に際してドイツ軍の占領を受けた。ポーランド総督に任命されたハンス・フランクはクラクフのヴァヴェル城からポーランド総督府の統治にあたった。1945年、ソ連軍の支配下となった。
第二次世界大戦中は占領者のナチス・ドイツにより、カジミェシュ地区から見てヴィスワ川対岸にあるポドグジェ地区にクラクフ・ゲットーが創設された。オスカー・シンドラーが経営していた工場は、クラクフ・ゲットーのユダヤ人を労働者として雇っていた。工場のユダヤ人労働者が強制収容所に連行される時、彼らを連れ戻しモラヴィア地方のツヴィッタウ（独: Zwittau、現スヴィタヴィ）-ブリュンリッツ（独: Brünnlitz、現ブルニェネツ）にある自分の工場へと送った。
クラクフの歴史上、ポーランド国内でも多くのユダヤ人が在住した街であった。ホロコーストや反ユダヤ主義から逃れるため、ユダヤ人はアメリカやイスラエルなどへ移住した。現代のカジミェシュ地区では毎年7月初旬、ユダヤ人による「シャローム」祭が開催され、ポーランドからアメリカやイスラエルなどに移住していったユダヤ人が訪れる。

## 地理
クラクフはポーランドの南部にあり、カルパティア山脈のタトラ山脈（南）とクラカウ・チェンストホヴァ・ジュラ紀高地（北）の間を東に向けて流れるヴィスワ川に沿っていて、標高は219メートルである。
近隣の都市としては、約70キロ西にカトヴィツェ、100キロ北東にキエルツェ、75キロ東にタルヌフ、85キロ南にザコパネが位置している。

### 気候
| クラクフの気候                                      | クラクフの気候 | クラクフの気候 | クラクフの気候 | クラクフの気候 | クラクフの気候 | クラクフの気候 | クラクフの気候 | クラクフの気候 | クラクフの気候 | クラクフの気候 | クラクフの気候 | クラクフの気候 | クラクフの気候 |
| 月                                                  | 1月            | 2月            | 3月            | 4月            | 5月            | 6月            | 7月            | 8月            | 9月            | 10月           | 11月           | 12月           | 年             |
| --------------------------------------------------- | -------------- | -------------- | -------------- | -------------- | -------------- | -------------- | -------------- | -------------- | -------------- | -------------- | -------------- | -------------- | -------------- |
| 最高気温記録 °C （°F）                              | 15.7 (60.3)    | 21.0 (69.8)    | 25.2 (77.4)    | 29.6 (85.3)    | 33.3 (91.9)    | 35.5 (95.9)    | 36.1 (97)      | 36.7 (98.1)    | 33.1 (91.6)    | 27.7 (81.9)    | 21.2 (70.2)    | 18.9 (66)      | 36.7 (98.1)    |
| 平均最高気温 °C （°F）                              | 1.1 (34)       | 1.5 (34.7)     | 7.9 (46.2)     | 13.7 (56.7)    | 19.8 (67.6)    | 22.1 (71.8)    | 24.2 (75.6)    | 23.9 (75)      | 19.2 (66.6)    | 13.6 (56.5)    | 5.0 (41)       | 2.9 (37.2)     | 12.9 (55.2)    |
| 日平均気温 °C （°F）                                | −2.1 (28.2)    | −1.8 (28.8)    | 3.8 (38.8)     | 9.6 (49.3)     | 14.1 (57.4)    | 18.0 (64.4)    | 19.6 (67.3)    | 19.3 (66.7)    | 14.7 (58.5)    | 9.2 (48.6)     | 2.6 (36.7)     | 0.0 (32)       | 8.9 (48)       |
| 平均最低気温 °C （°F）                              | −5.3 (22.5)    | −5.1 (22.8)    | −0.5 (31.1)    | 5.5 (41.9)     | 9.0 (48.2)     | 13.8 (56.8)    | 15.0 (59)      | 14.7 (58.5)    | 10.2 (50.4)    | 4.8 (40.6)     | 0.2 (32.4)     | −2.9 (26.8)    | 5.0 (41)       |
| 最低気温記録 °C （°F）                              | −29.9 (−21.8)  | −29.4 (−20.9)  | −22.9 (−9.2)   | −9.4 (15.1)    | −2.7 (27.1)    | 0.6 (33.1)     | 4.3 (39.7)     | 2.0 (35.6)     | −4.1 (24.6)    | −7.9 (17.8)    | −17.7 (0.1)    | −25.5 (−13.9)  | −29.9 (−21.8)  |
| 降水量 mm （inch）                                  | 34 (1.34)      | 34 (1.34)      | 35 (1.38)      | 42 (1.65)      | 56 (2.2)       | 84 (3.31)      | 90 (3.54)      | 82 (3.23)      | 55 (2.17)      | 44 (1.73)      | 41 (1.61)      | 34 (1.34)      | 631 (24.84)    |
| 平均降水日数                                        | 15             | 12             | 13             | 9              | 11             | 12             | 13             | 13             | 11             | 12             | 14             | 12             | 147            |
| % 湿度                                              | 82             | 82             | 77             | 68             | 63             | 69             | 71             | 74             | 75             | 79             | 83             | 86             | 76             |
| 平均月間日照時間                                    | 43             | 54             | 102            | 144            | 189            | 204            | 208            | 183            | 153            | 105            | 51             | 33             | 1,469          |
| 出典：Institute of Meteorology and Water Management |                |                |                |                |                |                |                |                |                |                |                |                |                |

### 環境
ポーランドは一般に冬は石炭を炊いて暖房にするため、特に山に囲まれたクラクフとその近辺は、やはり同国南部のカトヴィツェなどと共に、ヨーロッパでも有数のスモッグの町として知られている。

## 文化

ダ・ヴィンチ
『白貂を抱く貴婦人』

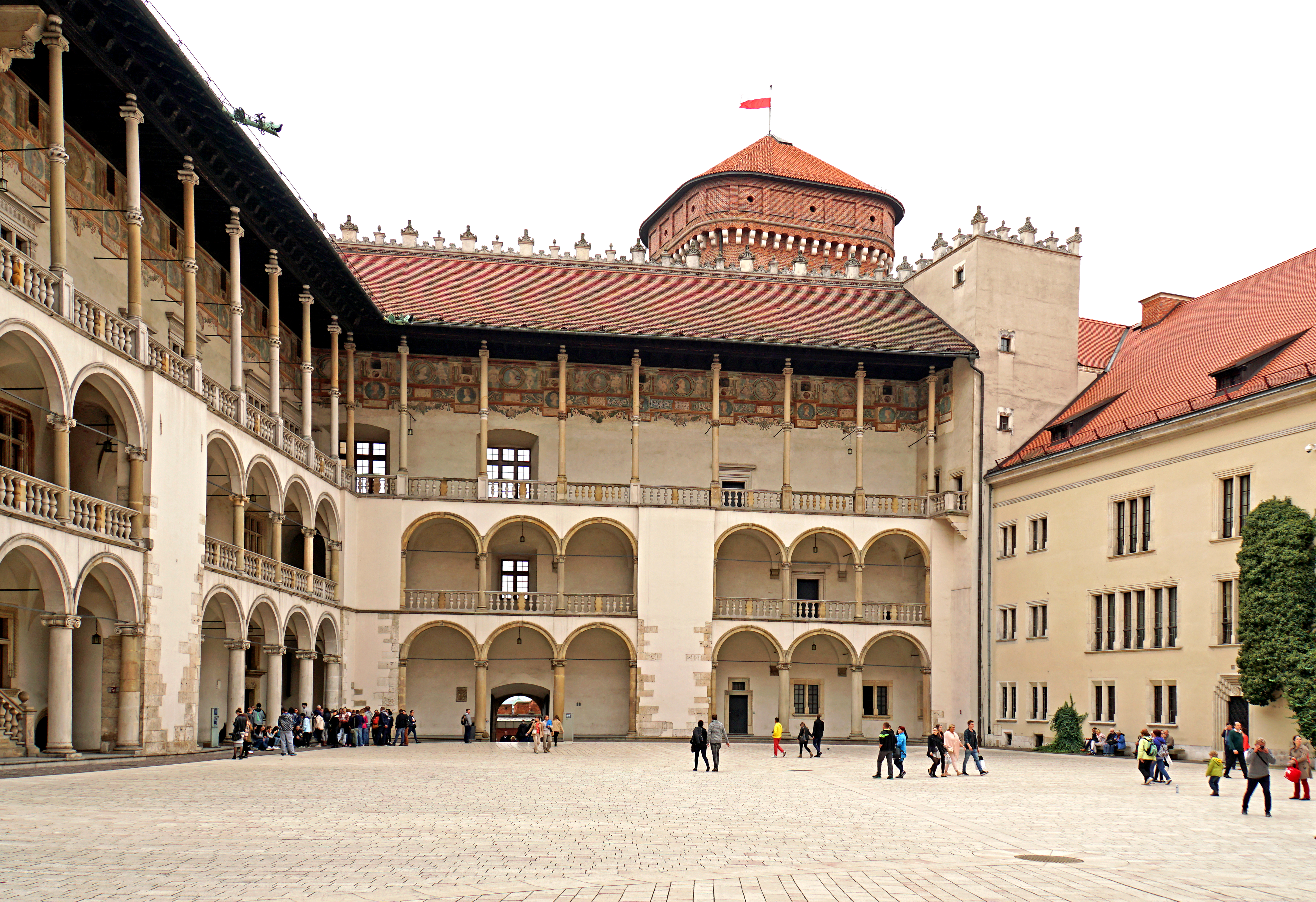
ヴァヴェル城中庭

クラクフはポーランド文化の中心地であるといわれる。第二次世界大戦であまり被害を受けなかったこともあり、世界遺産に登録されている旧市街には、歴史的な建造物が多く残っている。なかでも旧王宮であるヴァヴェル城や聖マリア教会、織物会館などがある。
クラクフには国立美術館、各種博物館や美術館など文化施設が存在する。レオナルド・ダ・ヴィンチの「白貂を抱く貴婦人」があるチャルトリスキ美術館や、日本美術品収集家フェリクス・"マンガ"・ヤシェンスキの日本美術コレクションが展示されている「日本美術技術博物館“マンガ”館」（館名の「マンガ」の直接の由来はヤシェスキが美術評論をする際のペンネームであるが、そのヤシェンスキは葛飾北斎の北斎漫画にちなんだ。建物の設計は磯崎新。）、ポーランド人画家ヤン・マテイコらの作品がある国立美術館である。

### 聖マリア教会のラッパ
中世、モンゴル軍の襲撃に逢った際、ラッパ吹きが危険を周知させるためラッパを吹いている最中に矢で射殺されたという言い伝えがある。それに倣い、広場にある聖マリア教会の塔の上からは、一時間おきにラッパが吹き鳴らされ、演奏中に突如途絶する。この伝統は中世から連綿と続いている。
この時報としての「ヘイナウ・マリアツキ」（波: Hejnał Mariacki、聖マリアのトランペットコール）は1392年の公文書に記載されているものが最古の記録だが、「ヘイナウ」がハンガリー語由来の外来語であることから、遅くともそれより数十年前の、ハンガリー王を兼任していたポーランド王ルドヴィク1世の治世には既に定着していたようである。当時は、市の東西南北それぞれにあった城門にもそれぞれラッパ士がいた。聖マリア教会でのラッパが途絶すると、4つのうちいずれかひとつの城門のラッパ士がその後のメロディを受け継いで、その城門の開閉を市内外に知らせていた。ヘイナウ・マリアツキはその長い歴史の中で、知られている限り二千人以上の人々が担当している。
ヘイナウ・マリアツキは、これまで2度だけ「聖母の涙」という、キリスト教音楽の別の曲にとって代わられた。1度目はポーランドが生んだローマ教皇ヨハネ・パウロ2世の帰天（逝去）の日である2005年4月3日、2度目はポーランド大統領レフ・カチンスキ夫妻が飛行機事故で急死した翌日の2010年4月11日。
ヘイナウ・マリアツキの由来となったのはクラクフを襲撃したモンゴル騎兵たちであるが、彼らを模したヒゲもじゃのマスコット「ライコニック」は、キリスト教の祭日「聖体の祝日」に毎年開催される「ライコニックたちの祭り」（ライコニキ）の主役。

### オブヴァジャーネック
「クラクフ式オブヴァジャーネック」（波: obwarzanek krakowski、オブヴァジャーネックとは「一度茹でてから焼いたパン」の意味）はクラクフのユダヤ人文化の代表格。市内でライセンスを取得したパン屋だけが製造販売できる。起源は17世紀のクラクフのユダヤ人コミュニティー。オブヴァジャーネックは、ベーグルの原型の１つとされるようでもある。アメリカのベーグルとは異なり、表面はやわらかく水分や弾力性は乏しい、素材（小麦）のままの味が強くなっている。プレッツェルに似ているとも言われる。

## スポーツ
- ヴィスワ・クラクフ
- KSクラコヴィア

## 世界遺産登録基準
この世界遺産は世界遺産登録基準のうち、以下の条件を満たし、登録された（以下の基準は世界遺産センター公表の登録基準からの翻訳、引用である）。
- (4) 人類の歴史上重要な時代を例証する建築様式、建築物群、技術の集積または景観の優れた例。

登録基準に基づく評価内容は以下の通り。
- (4) クラクフは、街並みと個々の建造物の両面において、傑出した質を誇る都市建築アンサンブルである。街の歴史的中心部は、中世から現代に至るまでの継続的な都市成長の過程を見事な形で示している。

## 交通機関
空港
クラクフ西方の郊外に、バリツェ空港（ヨハネ・パウロ2世空港）がある。
鉄道・長距離バス
クラクフ中央駅は、各種の普通列車および特急列車などで国内外の主要都市と結ばれている。
市内交通
市内の主要な公共交通手段はバスとトラムである。

## 教育機関

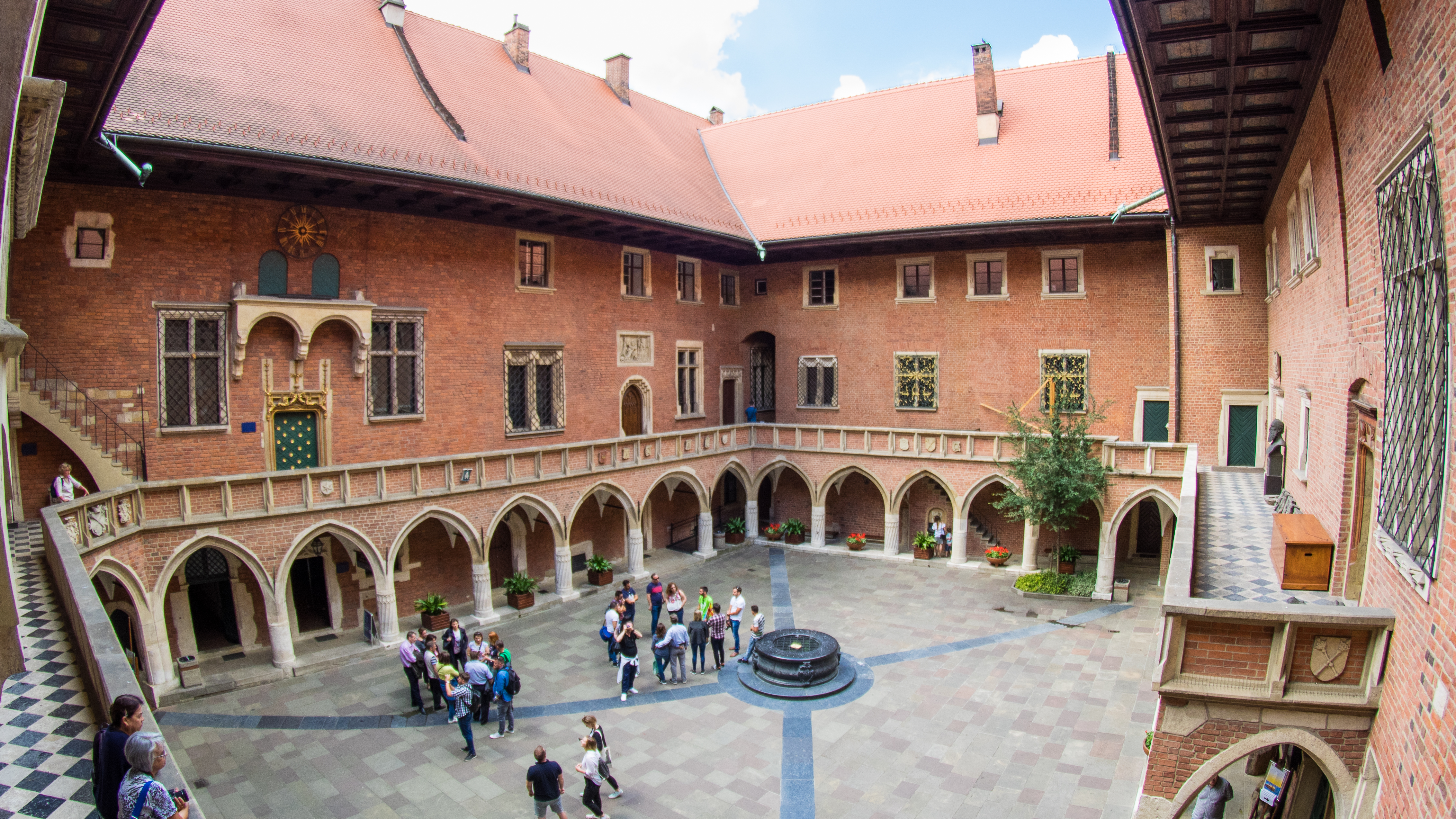
ヤギェウォ大学

- クラクフ音楽アカデミー
- ヤン・マテイコ美術アカデミー
- AGH科学技術大学
- ヤギェウォ大学
- クラクフ経済大学
- クラクフ工業大学

## 主なランドマーク

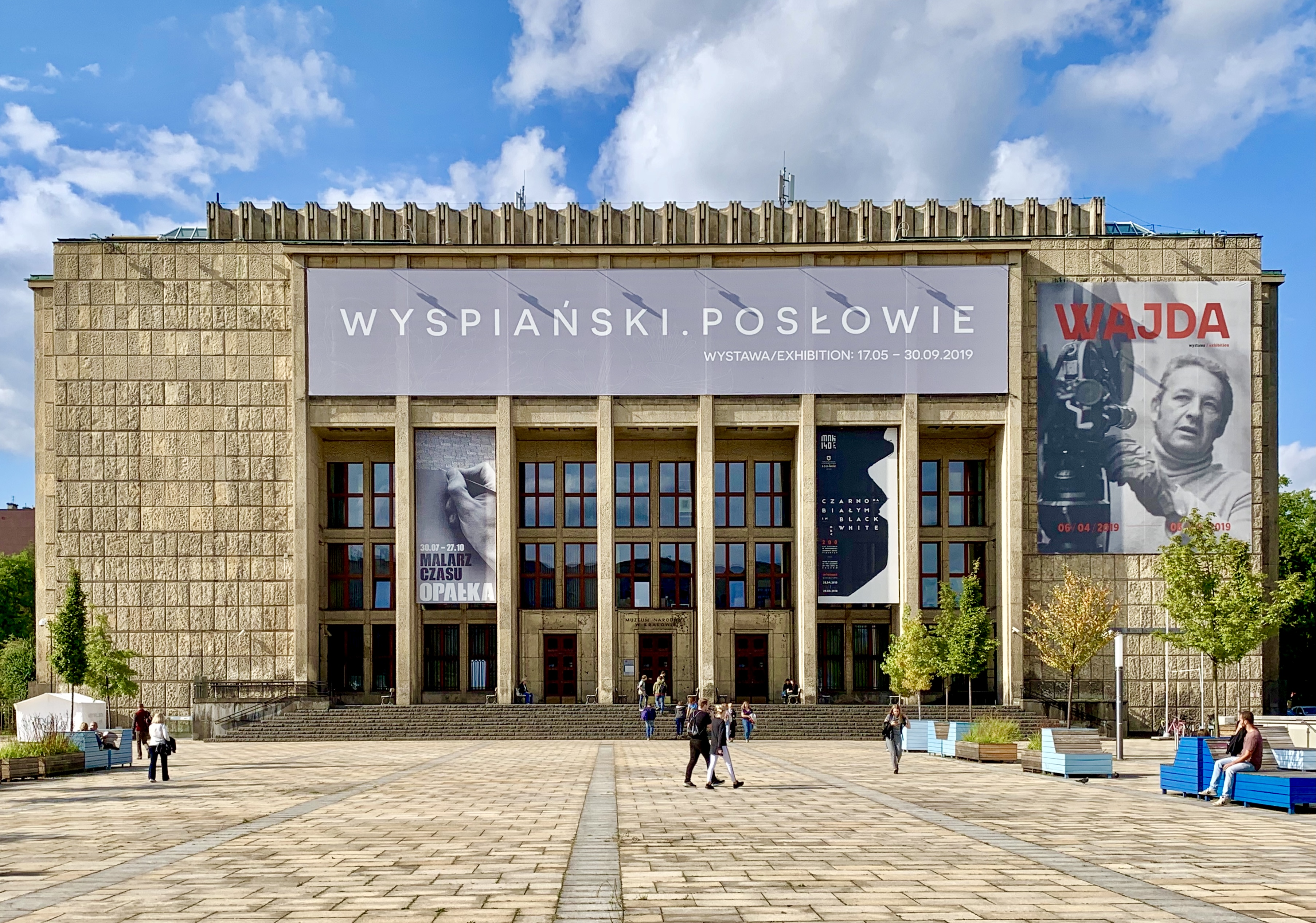
クラクフ国立美術館

- 旧市街　Stare Miasto (en)
- ヴァヴェル城
- バルバカン（英語版）（要塞）
- 織物会館（英語版）（スキェンニツェ）
- 聖マリア聖堂
- コシチュシコ山：人工の山。ポーランド独立の英雄タデウシュ・コシチュシュコを称えて造営された。
- クラクフ国立美術館
- 日本美術技術博物館“マンガ”館
- クラクフ歴史博物館（旧オスカー・シンドラー琺瑯工場）

## クラクフに縁のある著名人
- ニコラウス・コペルニクス（1473年 - 1543年、天文学者、司祭）
- ミハウ・スタホヴィチ（1768年 - 1825年、画家）
- ジョゼフ・ローゼンストック（1895年 - 1985年、NHK交響楽団の「育ての親」）
- オスカー・シンドラー（1908年 - 1974年、映画『シンドラーのリスト』で著名な実業家。アーモン・ゲートの収容所からユダヤ人を救出する）
- アーモン・ゲート（1908年 - 1946年、クラクフ・プワシュフ強制収容所所長）
- ローマ教皇ヨハネ・パウロ2世（1920年 - 2005年、教皇就任まではクラクフの司教）
- スタニスワフ・レム（1921年 - 2006年、SF作家。『惑星ソラリス』の原作者）
- ハリーナ・チェルニー＝ステファンスカ（1922年 - 2001年、ピアニスト）
- アンジェイ・ワイダ（1926年 - 2016年、映画監督）
- イワン・プトスキー（1941年 - 、プロレスラー）
- アンジェイ・ドゥダ（1972年- 、第6代大統領）
- ロバート・クビサ（1984年 - 、レーサー）
- アグニエシュカ・ラドバンスカ（1989年 - 、テニス選手）

## 姉妹都市
| - ボルドー（フランス） - ブラチスラヴァ（スロバキア） - クリチバ（ブラジル） - クスコ（ペルー） - エジンバラ（スコットランド） - フェズ（モロッコ） - フィレンツェ（イタリア） - フランクフルト（ドイツ） - ヨーテボリ（スウェーデン） | - グアダラハラ（メキシコ） - インスブルック（オーストリア） - キーウ（ウクライナ） - ラ・セレーナ（チリ） - ライプツィヒ（ドイツ） - ルーヴァン（ベルギー） - リヴィウ（ウクライナ） - ミラノ（イタリア） | - ニュルンベルク（ドイツ） - オルレアン（フランス） - ペーチ（ハンガリー） - ロチェスター (ニューヨーク州)（アメリカ） - セビージャ（スペイン） - ゾロトゥルン（スイス） - ヴィリニュス（リトアニア） - ザグレブ（クロアチア） |

## ギャラリー

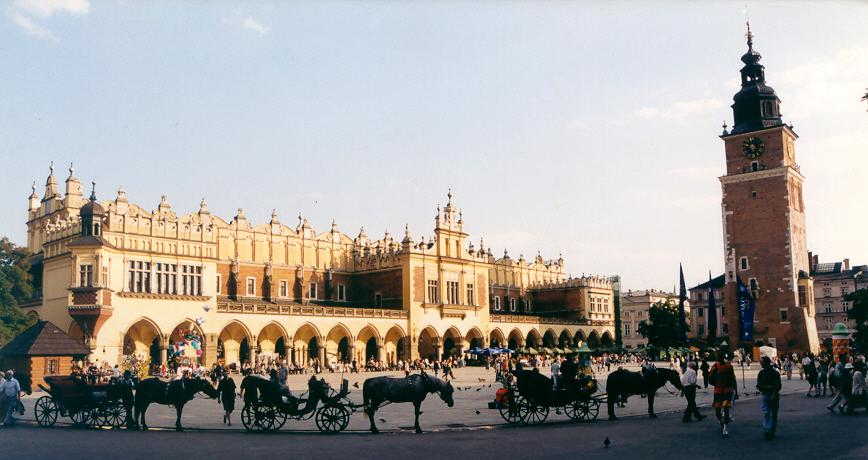
織物取引所と中央広場
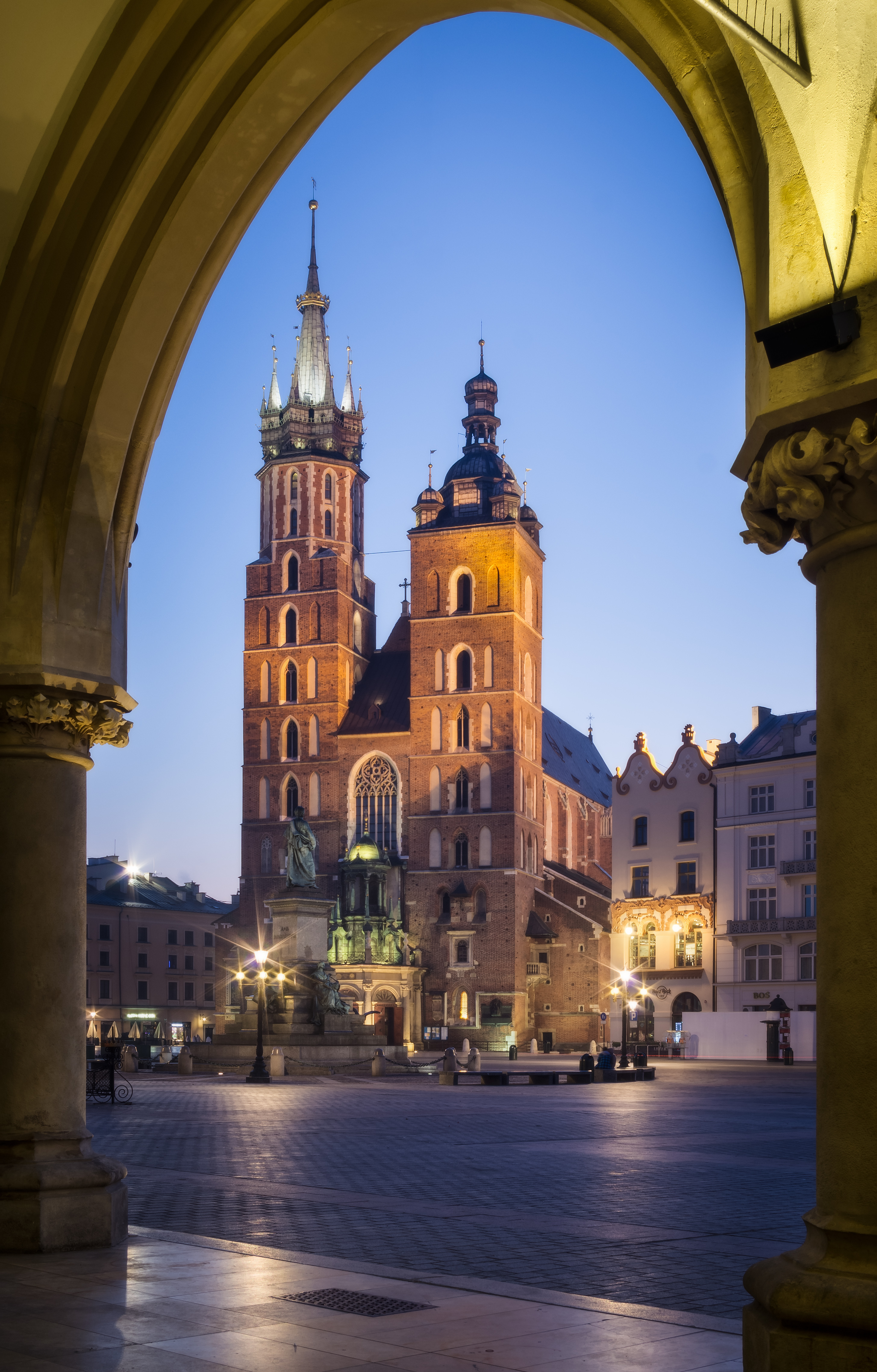
聖マリア教会
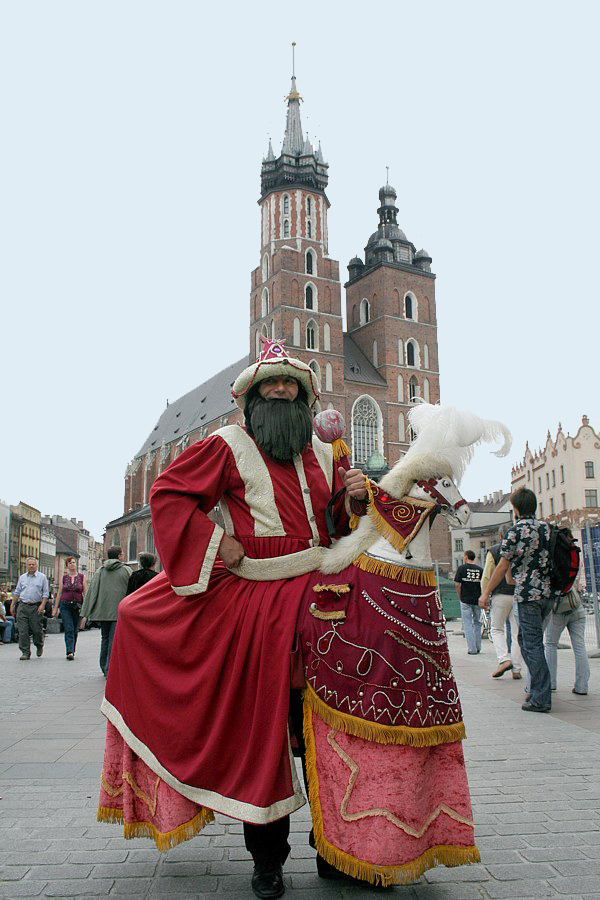
聖マリア教会と「ライコニック」
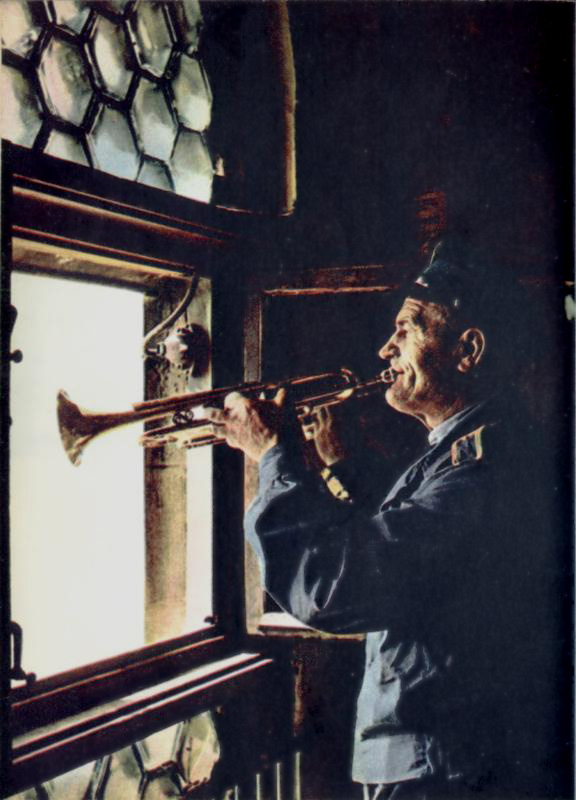
ヘイナウ・マリアツキの演奏
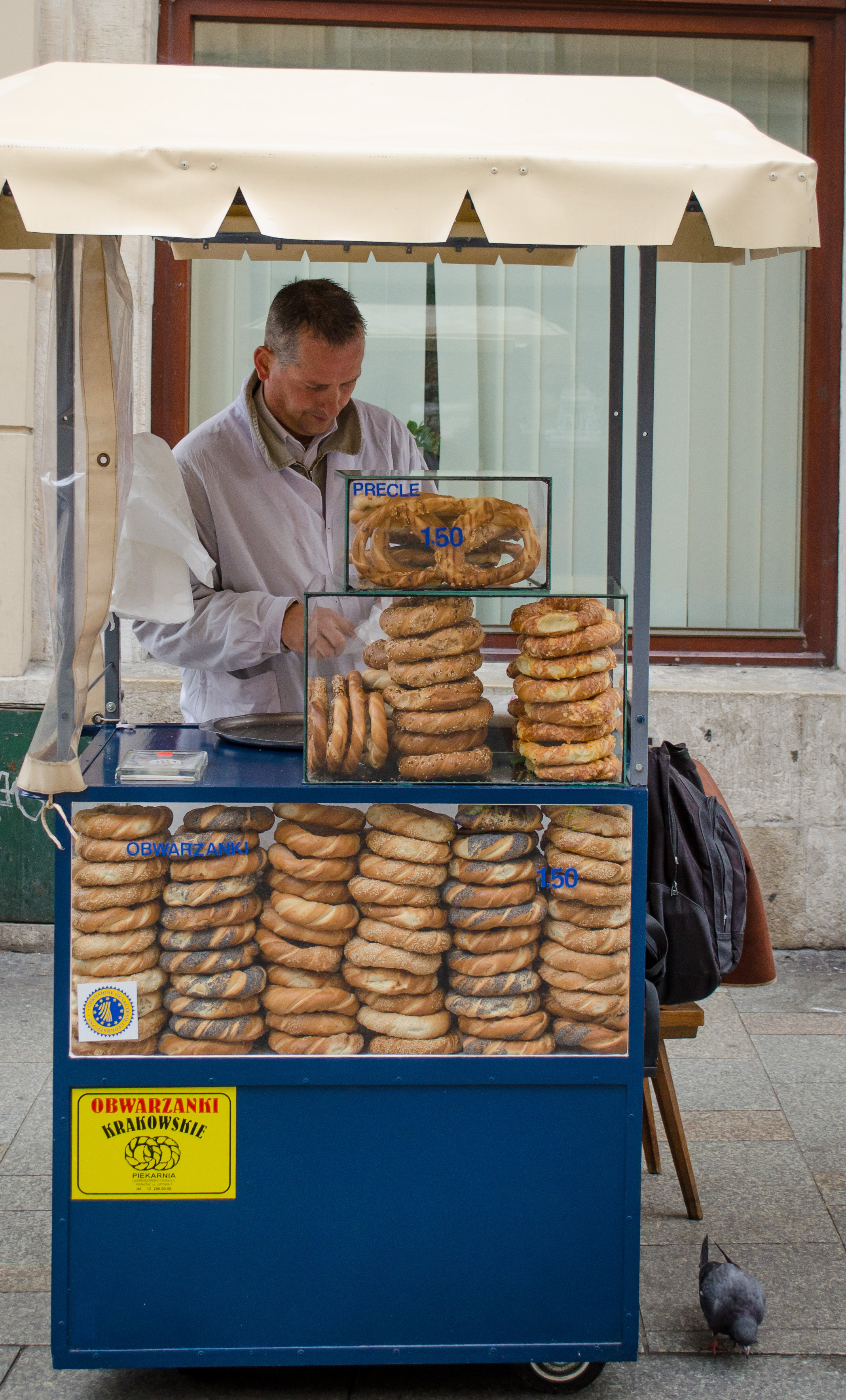
クラクフ式オブヴァジャーネックの屋台
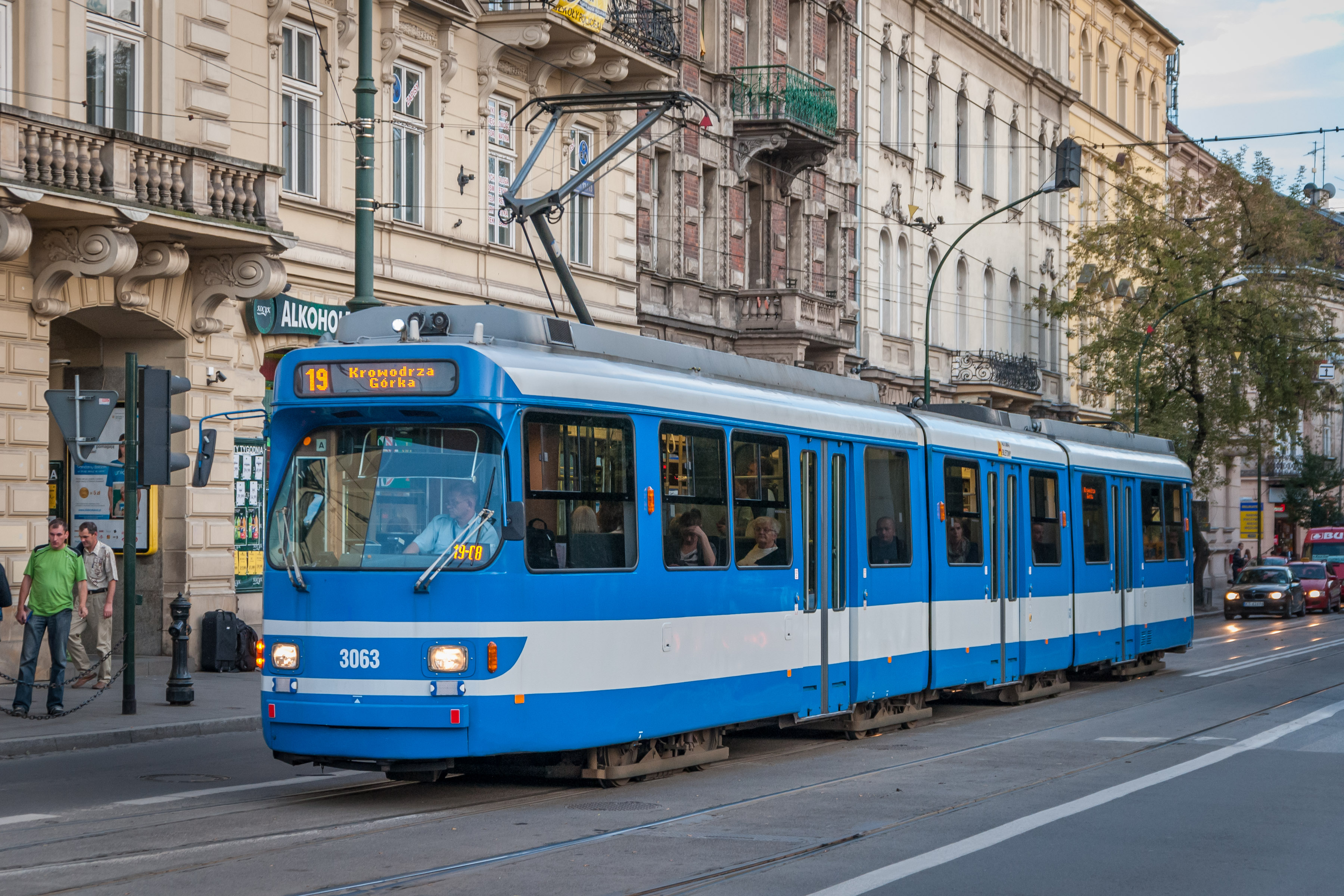
クラクフ市内のトラム
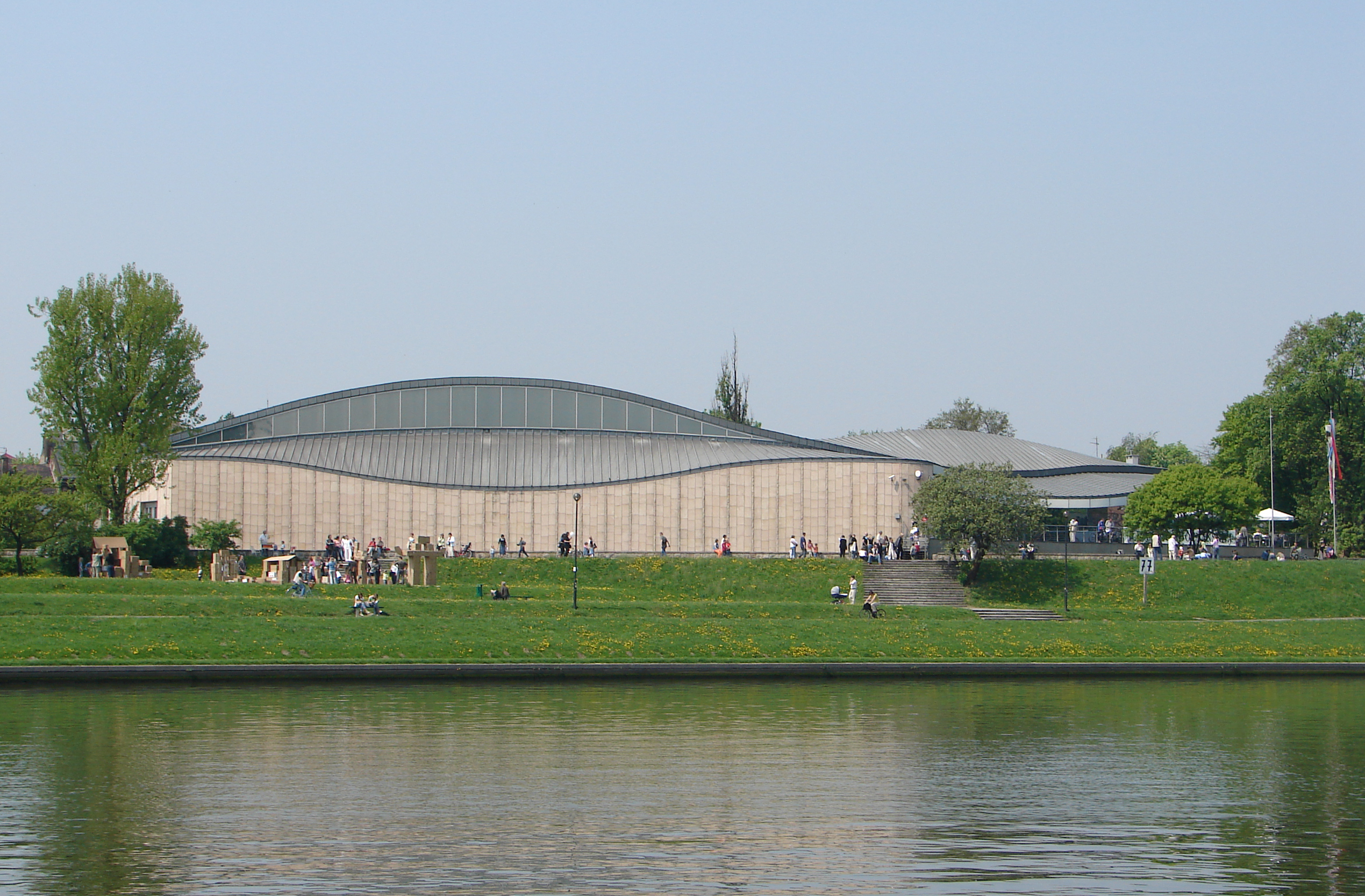
日本美術技術博物館“マンガ”館